# Alan Parks
Sir Alan Guyatt Parks (* 19. Dezember 1920; † 3. November 1982 in London) war ein britischer Chirurg, spezialisiert auf den Dickdarm und Rektum.
Parks besuchte die Sutton High School und das Epsom College und studierte ab 1939 Medizin an der Universität Oxford (Brasenose College) mit dem Bachelorabschluss 1943. Danach war er mit einem Rockefeller-Stipendium an der Johns Hopkins University (Internship) mit dem M.D. Abschluss 1947. Im selben Jahr beendete er seine Facharztausbildung als Chirurg am Guy´s Hospital in London (Bachelor of Medicine, Bachelor of Surgery, MB BCh). Er war Hauschirurg bei Sam Wass und Sir Heneage Ogilvie, während er 1948 seine MRCP (Member Royal College of Physicians) und 1949 seine FRCP Prüfung absolvierte (Fellow Royal College of Surgeons). Danach war er zwei Jahre Chirurg beim Royal Army Medical Corps (RAMC) in Malaysia, Japan und Korea. Nach der Rückkehr war er Chirurg (Residential Surgical Officer) am Putney Hospital in London und ab 1953 am Guy´s Hospital (Registrar und später Senior Registrar). 1954 erhielt er seinen Master of Surgery (MCh) Abschluss in Oxford (mit einer These über die chirurgische Behandlung von Hämorrhoiden). 1959 wurde er Consultant Surgeon am St. Mark´s Hospital in London. Er starb nach einem Herzinfarkt, den er bei einem Besuch in Rom erlitt und nachdem er sich noch einer Notoperation in St. Bartholomew Hospital in London unterzogen hatte.
Parks galt als Kapazität für die Chirurgie des Rektums und Dickdarms und forschte auch über dessen Physiologie.
1980 erhielt er den Ernst Jung-Preis. 1977 wurde er als Knight Bachelor geadelt. 1980 wurde er Präsident des Royal College of Surgeons, deren Hunterian Professor er 1965 und deren Hunterian Orator er 1983 war. Er war Ehrenfellow des Royal College or Surgeons of Edinburgh, des Royal College of Physicians and Surgeons of Glasgow, des Australasian College of Surgeons, der kanadischen chirurgischen Gesellschaft, der American Society of Colonal and Rectal Surgeons und des American College of Surgeons. Er war korrespondierendes Mitglied der Deutschen Chirurgischen Gesellschaft und Ehrenmitglied der italienischen chirurgischen Gesellschaft. Er war Präsident der Abteilung Proktologie der Royal Society of Medicine.
Er war mit der Ärztin Caroline Cranston verheiratet und hatte vier Kinder.